# Amalia (novela)
Amalia es una novela del argentino José Mármol (1817-1871) cuya primera parte fue publicada en 1851, en forma de folletín, en el diario La Semana de Montevideo. Interrumpida la publicación por el pronunciamiento de Urquiza, que daba nuevo impulso a la lucha contra Rosas, apareció en forma de libro en Buenos Aires en 1855, con la adición de los ocho últimos capítulos. Es considerada la primera novela rioplatense.

## Contexto de la historia
La novela relata un amor de una pareja joven, malogrado por la violencia política. El tema es innovador pues utiliza la historia del romance para aspirar al retrato de una realidad histórica, el “año del terror” entre el 4 de mayo y el 5 de octubre de 1840, en el que Juan Manuel de Rosas realiza la persecución más encarnizada de sus opositores, a los que ubica bajo el rótulo común de “unitarios”. Aunque algunos, como los agrupados en la Asociación de Mayo, no eran unitarios ni federales. 

## Sinopsis
El hilo conductor del relato es el romance entre Amalia –una viuda residente en Buenos Aires– y Eduardo Belgrano, un joven unitario que es herido al tratar de salir de Buenos Aires para incorporarse a las tropas que luchan contra Rosas. Eduardo es salvado por su amigo Daniel Bello, quien lo conduce a la casa de su prima Amalia, una viuda tucumana de apenas veinte años que tiene una quinta en Barracas, en las afueras de Buenos Aires. Nace un romance entre Amalia y Eduardo, mientras se suceden muchas peripecias en la ciudad y sus alrededores, lo cual da oportunidad al autor para presentar el accionar de figuras históricas como el gobernador Rosas, su hija Manuelita, su hermana Agustina Rosas, su cuñada Josefa Ezcurra, el representante inglés míster Mandeville, funcionarios, personeros y bufones del régimen de Rosas. Belgrano y Amalia deciden casarse para, una vez repuesto él de sus heridas, huir ambos a Montevideo. Sin embargo, esbirros de la Mazorca —fuerza de choque del gobierno rosista— irrumpen en la quinta y matan a Belgrano. 

## Valoración
Al ser escrita la novela en 1850 muchos de sus personajes existían, si bien el autor por una ficción supone escribirla con algunas generaciones de distancia. Mármol declara su voluntad de trazar un cuadro histórico, aunque exagera las tintas de ese cuadro y realza los contrastes. La figura de Rosas es retratada en los capítulos IV, V y VI con una técnica casi cinematográfica pero, en cambio, cae en una minuciosidad tediosa en otras partes –no muy numerosas– como en la descripción de Amalia o de sus sentimientos y actitudes.

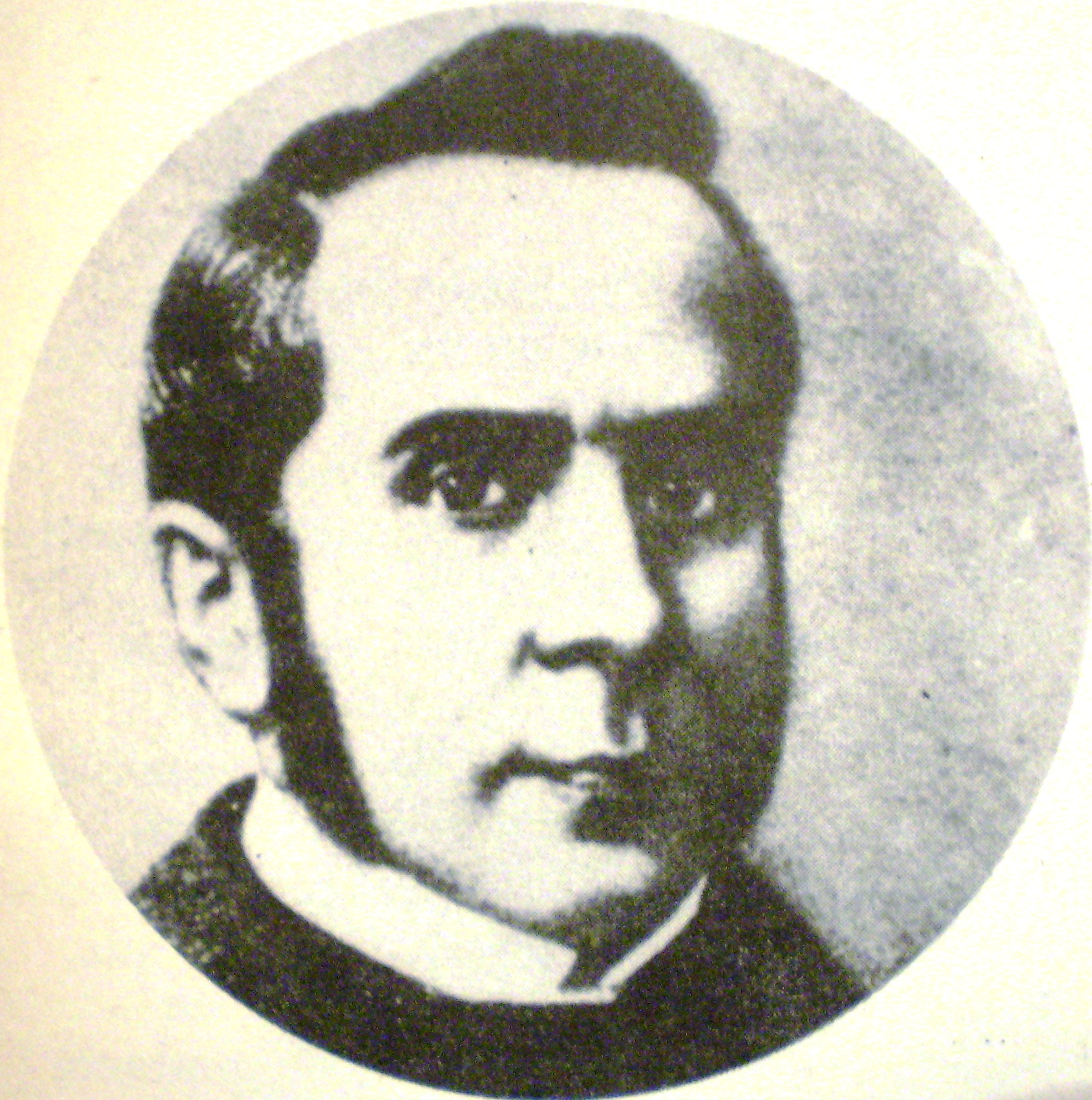
José Mármol, autor de Amalia

## Filmografía
La historia de Amalia Sáenz y de su enamorado Eduardo Belgrano ha sido presentada en dos películas argentinas. En 1914, el comediógrafo Enrique García Velloso realizó Amalia, un filme mudo considerado el primer largometraje de ficción argentino. En 1936 Luis Moglia Barth rodó una segunda Amalia, esta vez sonora.

## Música
La historia de Amalia y su enamorado Eduardo es recreada en "La canción de Amalia", un vals del poeta y letrista Héctor Pedro Blomberg, autor de muchos temas sobre la época de Rosas y las guerras civiles. El autor de la música fue el guitarrista Enrique Maciel, y su primer intérprete, Ignacio Corsini, quien grabó la canción a inicios de 1930. Los primeros versos dicen:
```
   La sangre del año 40 mojaba
   tu rostro divino color de jazmín, 
   doliente azucena de la Tiranía, 
```

```
   jamás Buenos Aires se olvida de ti.
   Soñando vivías en la quinta sola
   y el río te daba su mortal canción,
   suspiran los sauces de la Calle Larga
   se oía a lo lejos un canto de amor.
```

```
   Belgrano te amaba, jazmín tucumano,
   la daga de Rosas su pecho buscó,
   lloraron de angustia tus bellas pupilas
   en las noches rojas del Restaurador.
[
1
]
```